# Koncertní síň

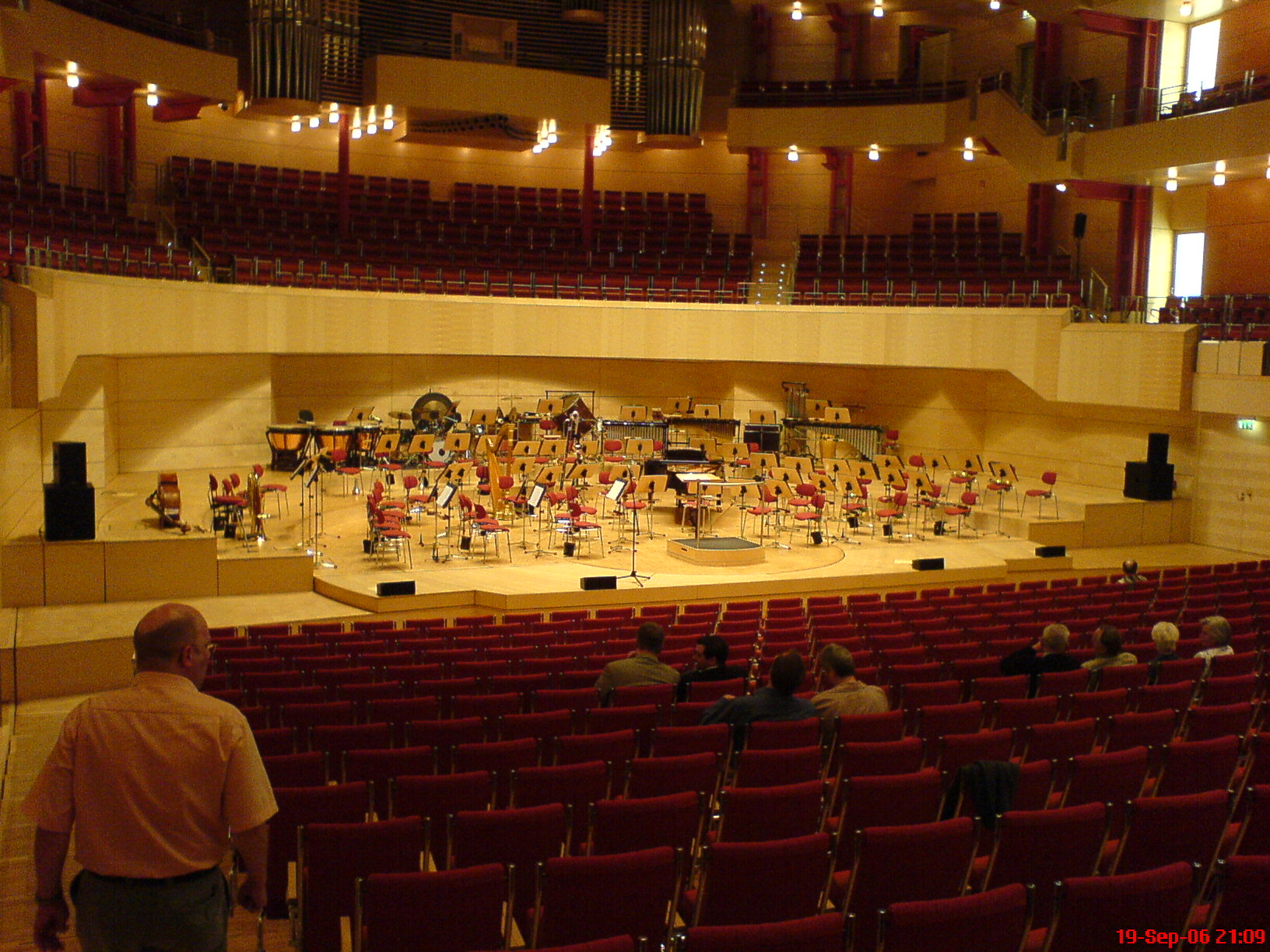
Koncertní síň v německém Essenu

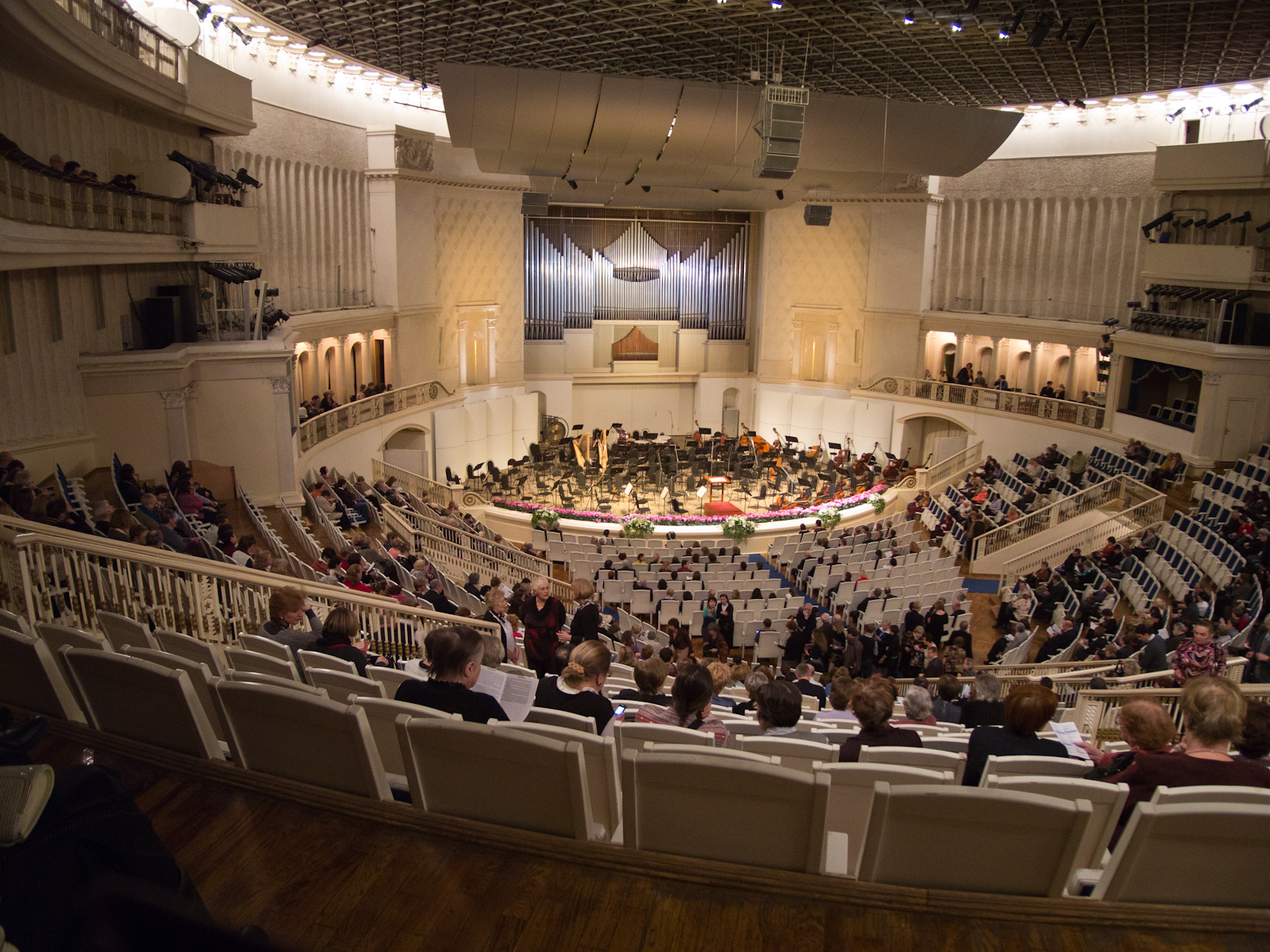

Koncertní síň je sál, většinou v budově přístupné veřejnosti, jehož hlavním účelem je provádění hudebních představení, zpravidla především koncertů klasické hudby. Menší sály bývají svou velikostí vhodné pouze pro komorní hudbu, zatímco větší koncertní síně jsou svými rozměry vhodné také pro koncerty symfonických orchestrů případně v doprovodu pěveckých sborů. Řada významných koncertních síní je vybavena i varhanami pro interpretaci varhanních skladeb, varhany samotné pak plní také funkci estetického prvku. Největší světové koncertní síně mají kapacitu okolo čtyř tisíc sedadel.